# 烏達翁多鎮
烏達翁多鎮是阿根廷的城鎮，位於該國東北部，由布宜諾斯艾利斯省負責管轄，始建於1940年，海拔高度19米，該鎮取命自在1894至1898年間出任該省的省長，2001年人口31,490。